# George Cleveland
George Alan Cleveland (Sydney, 17 settembre 1885 – Burbank, 15 luglio 1957) è stato un attore canadese.

## Filmografia parziale

### Cinema
- Acciaio blu (Blue Steel), regia di Robert N. Bradbury (1934)
- L'invincibile dello Utah (The Man from Utah), regia di Robert N. Bradbury (1934)
- The Keeper of the Bees, regia di Christy Cabanne (1935)
- Atterraggio forzato (Forced Landing), regia di Melville W. Brown (1935)
- Flash Gordon, regia di Frederick Stephani (1936) - serial
- North of Nome, regia di William Nigh (1936)
- Adventure's End, regia di Arthur Lubin (1937)
- Gli eroi della strada (Streets of New York), regia di William Nigh (1939)
- Uomini e lupi (Wolf Call), regia di George Waggner (1939)
- Gli ammutinati (Mutiny in the Big House), regia di William Nigh (1939)
- La via dell'oro (Queen of the Yukon), regia di Phil Rosen (1940)
- Marinai allegri (A Girl, a Guy and a Gob), regia di Richard Wallace (1941)
- Nevada City, regia di Joseph Kane (1941)
- L'oro del demonio (The Devil and Daniel Webster), regia di William Dieterle (1941)
- La valle degli uomini rossi (Valley of the Sun), regia di George Marshall (1942)
- I cacciatori dell'oro (The Spoilers), regia di Ray Enright (1942)
- Dedizione (The Big Street), regia di Irving Reis (1942)
- The Man from Music Mountain, regia di Joseph Kane (1943)
- La donna della città (The Woman of the Town), regia di George Archainbaud (1943)
- Avvenne domani (It Happened Tomorrow), regia di René Clair (1944)
- La mia migliore ragazza (My Best Gal), regia di Anthony Mann (1944)
- The Yellow Rose of Texas, regia di Joseph Kane (1944)
- In giro con due americani (Abroad with Two Yanks), regia di Allan Dwan (1944)
- California (Can't Help Singing), regia di Frank Ryan (1944)
- Sua altezza e il cameriere (Her Highness and the Bellboy), regia di Richard Thorpe (1945)
- Sunbonnet Sue, regia di Ralph Murphy (1945)
- Dakota, regia di Joseph Kane (1945)
- Pillow of Death, regia di Wallace Fox (1945)
- Il piccolo gigante (Little Giant), regia di William A. Seiter (1946)
- Coraggio di Lassi (Courage of Lassie), regia di Fred M. Wilcox (1946)
- L'infernale avventura (Angel on My Shoulder), regia di Archie Mayo (1946)
- E ora chi bacerà (I Wonder Who's Kissing Her Now), regia di Lloyd Bacon (1947)
- Come nacque il nostro amore (Mother Wore Tights), regia di Walter Lang (1947)
- La vedova pericolosa (The Wistful Widow of Wagon Gap), regia di Charles Barton (1947)
- My Wild Irish Rose, regia di David Butler (1947)
- Il solitario del Texas (Albuquerque), regia di Ray Enright (1948)
- L'assalto (Fury at Furnace Creek), regia di H. Bruce Humberstone (1948)
- Così sono le donne (A Date with Judy), regia di Richard Thorpe (1948)
- S.O.S. jungla! (Miraculous Journey), regia di Sam Newfield (1948)
- I rapinatori (The Plunderers), regia di Joseph Kane (1948)
- La legge di Robin Hood (Rimfire), regia di B. Reeves Eason (1949)
- Home in San Antone, regia di Ray Nazarro (1949)
- Segretaria tutto fare (Miss Grant Takes Richmond), regia di Lloyd Bacon (1949)
- Credimi (Please Believe Me), regia di Norman Taurog (1950)
- Yvonne la francesina (Frenchie), regia di Louis King (1950)
- Il terrore dei Navajos (Fort Defiance), regia di John Rawlins (1951)
- Nevada Express (Carson City), regia di Andre DeToth (1952)
- I pascoli d'oro (San Antone), regia di Joseph Kane (1953)
- Walking My Baby Back Home, regia di Lloyd Bacon (1953)
- Untamed Heiress, regia di Charles Lamont (1954)
- Fireman Save My Child, regia di Leslie Goodwins (1954)
- The Outlaw's Daughter, regia di Wesley Barry (1954)

### Televisione
- Wild Bill Hickok (The Adventures of Wild Bill Hickok) – serie TV, un episodio (1953)
- Death Valley Days – serie TV, un episodio (1954)
- Lassie – serie TV, 116 episodi (1954-1957)